# Лорман, Эрнст Бернард
Эрнст Бернард Лорман (нем. Ernst Bernhard Lohrmann; 30 июня 1803, Übelngönne — 17 июня 1870, Стокгольм) — финский архитектор немецкого происхождения, творчество которого ознаменовалось переходом от позднего классицизма к историзму (неоготике и неоренессансу).

## Биография
Сведений о родителях зодчего не сохранилось. С 1821 году он обучался философии и ораторскому искусству в Гёттингенском университете, а с 1823 года — в Берлинском университете, однако вскоре перешёл в Берлинскую строительную школу, которую и окончил в 1827 году с дипломом геодезиста. 
В должности строительного инспектора занимался проектированием и строительством зданий общественного назначения в Берлине, а 1841 году по приглашению российского посла в Пруссии П. К. Мейендорфа переехал в Гельсинфорс, заняв должность обер-интенданта — начальника Интендантской конторы, в ведении которой находилось всё строительство в Великом княжестве Финляндском (после реорганизации Интендантской конторы с 1865 по 1867 год именовался директором Главного управления публичных зданий). На этом посту руководил строительством большого количества зданий и сооружений, в том числе церквей. Завершил ряд градостроительных проектов позднего классицизма, разработанных его соотечественником и предшественником в должности, архитектором К. Э. Энгелем, хотя, по оценкам некоторых исследователей, и уступал ему в уровне мастерства. Из них к наиболее значительным постройкам относится Собор Святого Николая. В поздних постройках нередко обращался к приёмам неоготики и неоренессанса.
После выхода в отставку в 1867 году переехал к дочери в Стокгольм, где и умер.

## Изображения

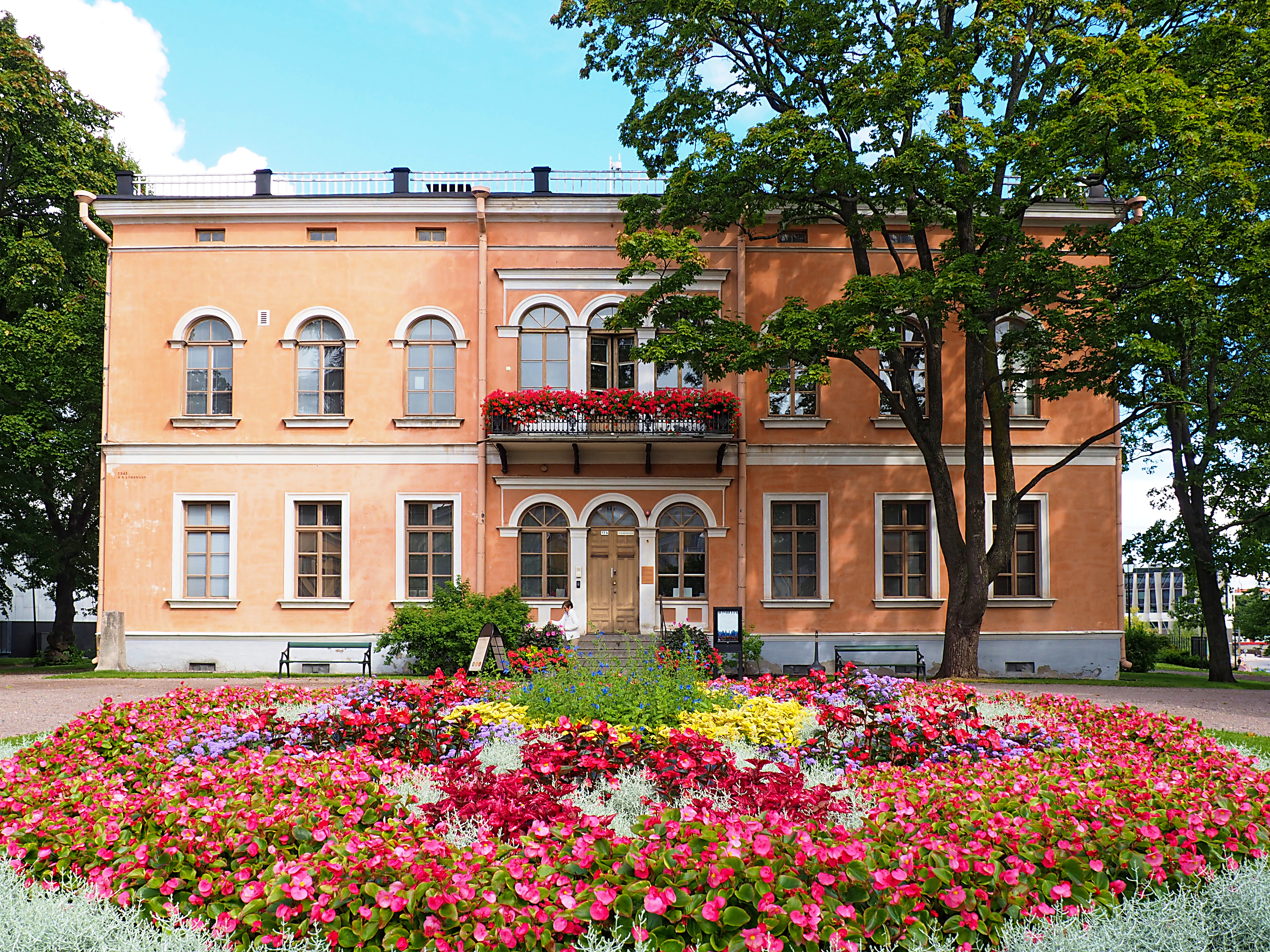
Дом Авроры Карамзиной (Хельсинки, 1846)
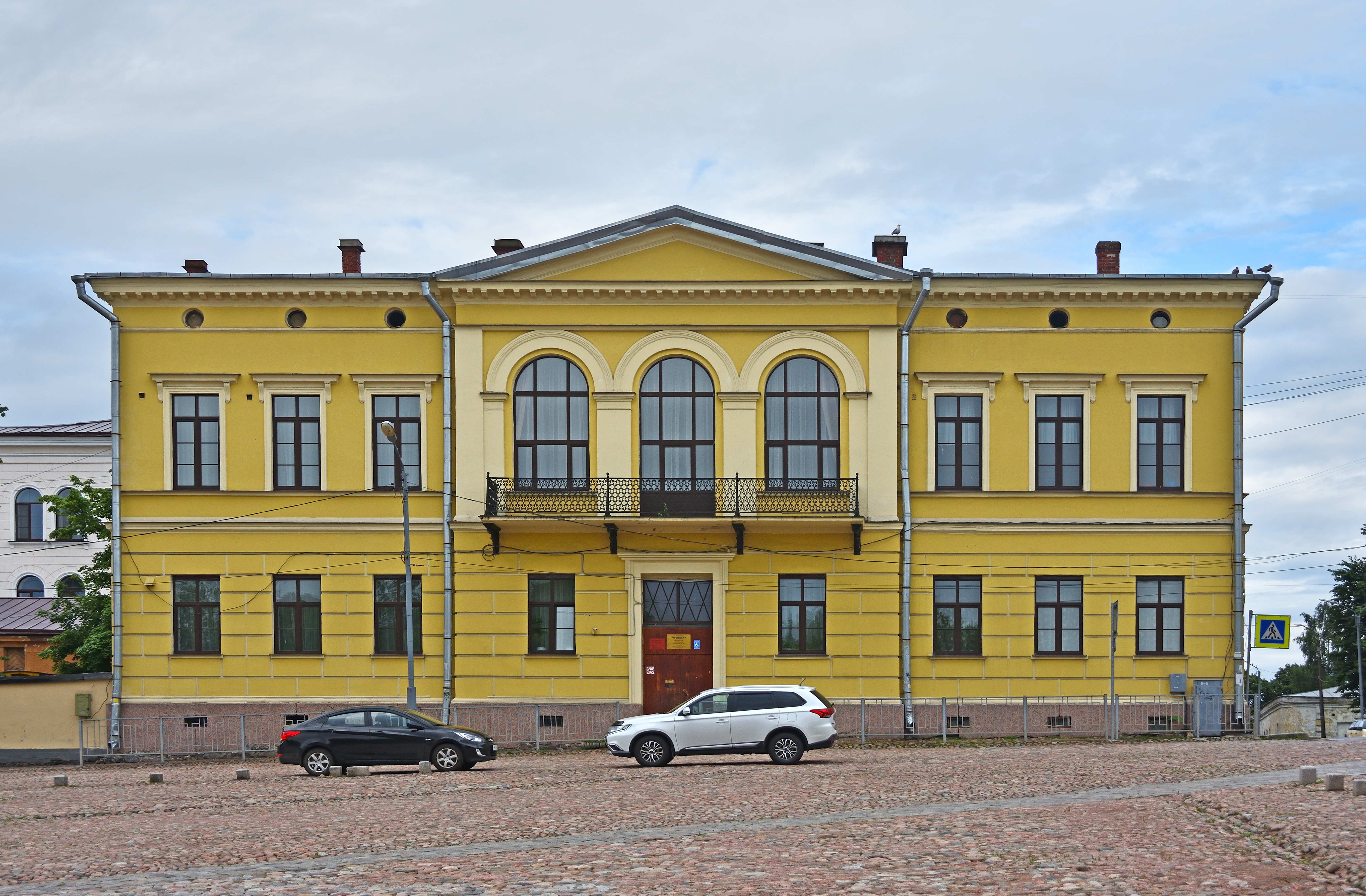
Президентский дом (Выборг, 1847)
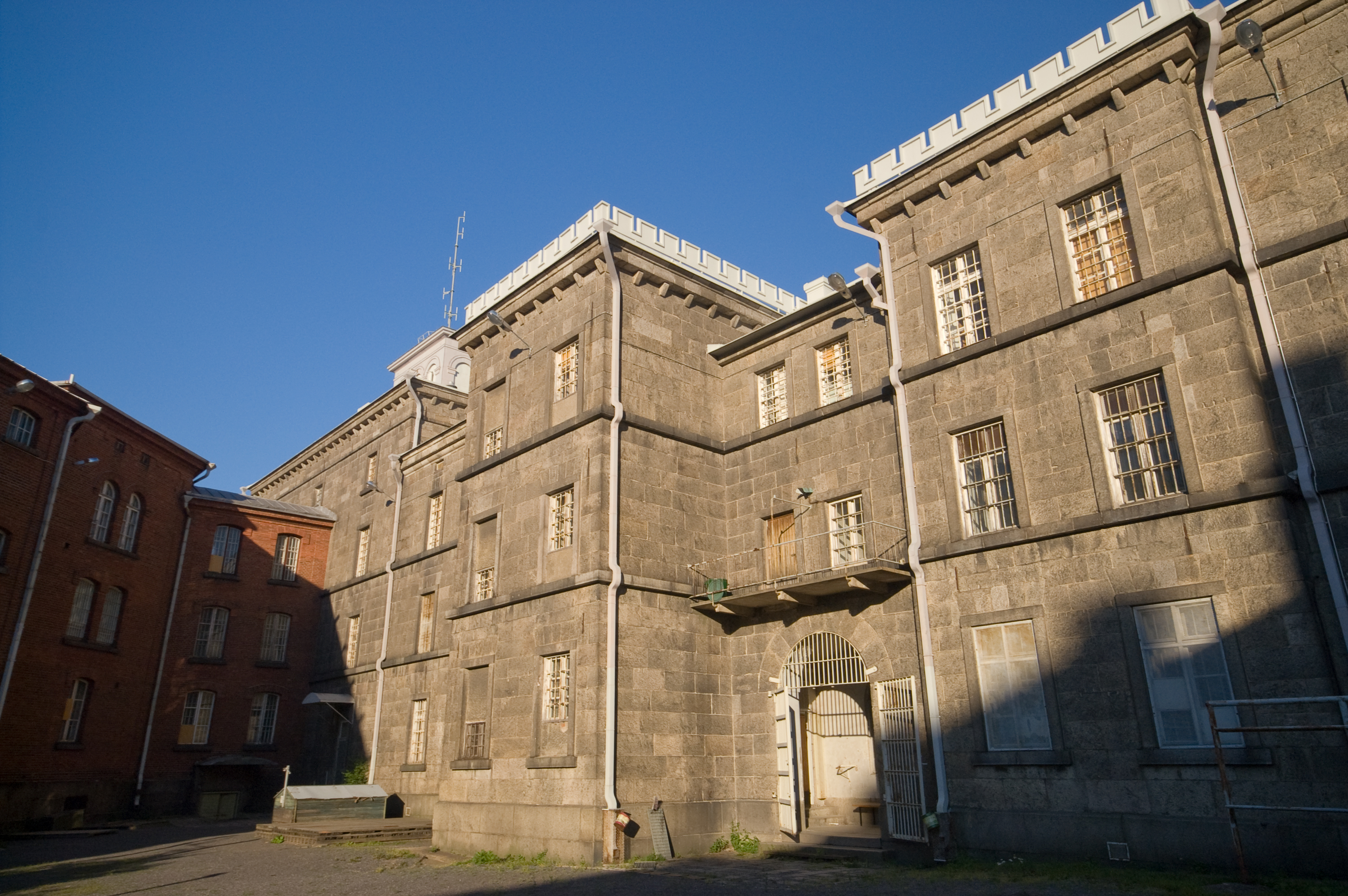
Тюрьма (Турку, 1853)
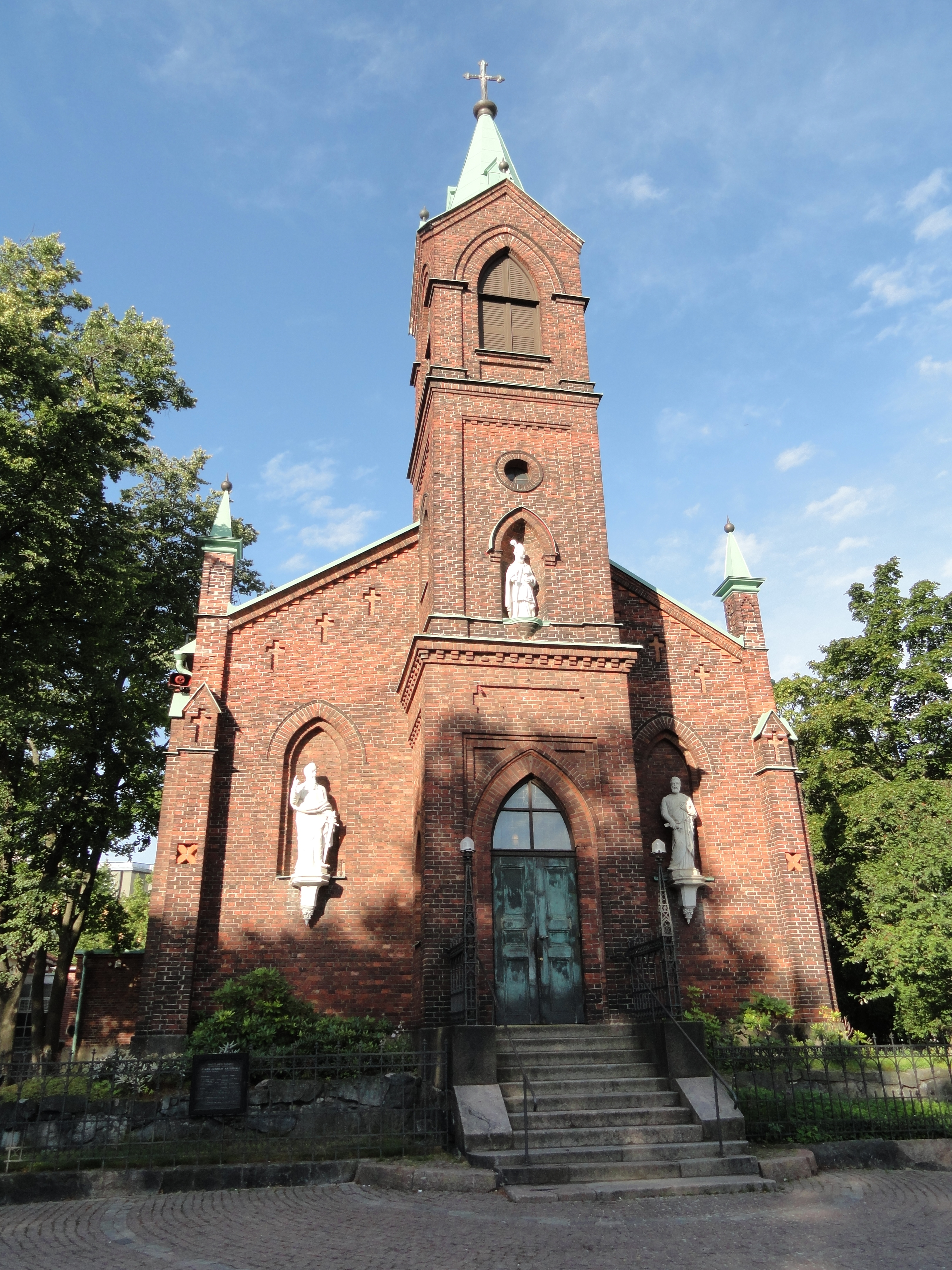
Собор Святого Генриха (Хельсинки, 1860)
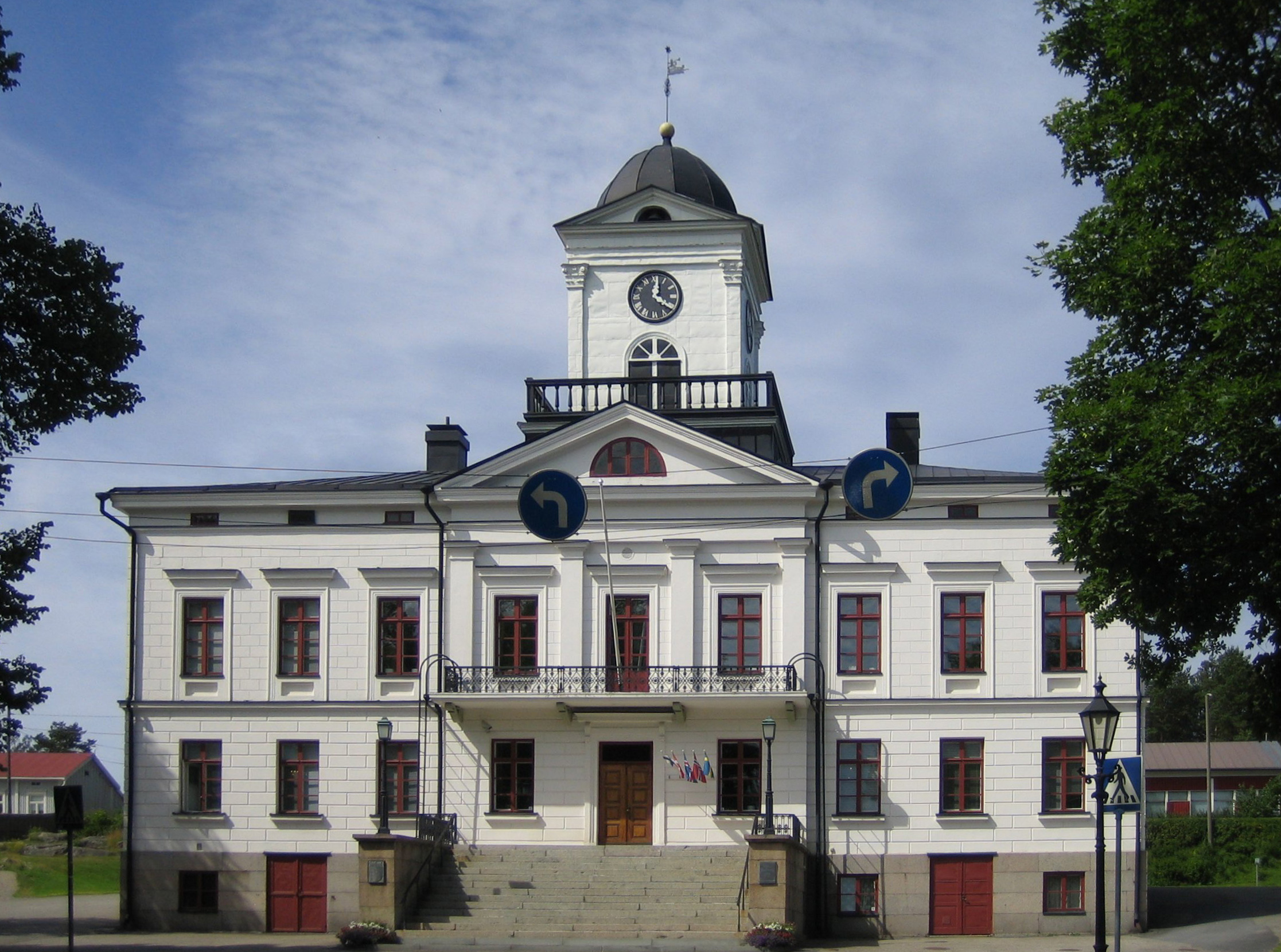
Ратуша (Кристийнанкаупунки, 1865)